# Claudia Heill
Claudia Heill (Viena, 24 de enero de 1982–Viena, 31 de marzo de 2011) fue una deportista austríaca que compitió en judo.
Participó en los Juegos Olímpicos de Atenas 2004, obteniendo una medalla de plata en la categoría de –63 kg. Ganó cinco medallas en el Campeonato Europeo de Judo entre los años 2001 y 2007.
Se suicidó en 2011, a los 29 años.

## Palmarés internacional
| Juegos Olímpicos   | Juegos Olímpicos        | Juegos Olímpicos  | Juegos Olímpicos |
| Año                | Lugar                   | Medalla           | Categoría        |
| ------------------ | ----------------------- | ----------------- | ---------------- |
| 2004               | Atenas (Grecia)         | Medalla de plata  | –63 kg           |
| Campeonato Europeo |                         |                   |                  |
| Año                | Lugar                   | Medalla           | Categoría        |
| 2001               | París (Francia)         | Medalla de plata  | –63 kg           |
| 2002               | Maribor (Eslovenia)     | Medalla de bronce | –63 kg           |
| 2003               | Düsseldorf (Alemania)   | Medalla de bronce | –63 kg           |
| 2005               | Róterdam (Países Bajos) | Medalla de plata  | –63 kg           |
| 2007               | Belgrado (Serbia)       | Medalla de bronce | –63 kg           |